# Halī Bāgh
Halī Bāgh (persiska: هلی باغ) är en ort i Iran.   Den ligger i provinsen Mazandaran, i den norra delen av landet, 160 km nordost om huvudstaden Teheran. Antalet invånare är 563.
Terrängen runt Halī Bāgh är mycket platt. Runt Halī Bāgh är det tätbefolkat, med 790 invånare per kvadratkilometer. Närmaste större samhälle är Babol, 17,7 km sydväst om Halī Bāgh. Trakten runt Halī Bāgh består till största delen av jordbruksmark.